# Amaioua monteiroi
Amaioua monteiroi är en måreväxtart som beskrevs av Paul Carpenter Standley. Amaioua monteiroi ingår i släktet Amaioua och familjen måreväxter. Inga underarter finns listade i Catalogue of Life.